# Viliam Široký
Viliam Široký (31. května 1902 Bratislava – 6. října 1971 Praha) byl československý komunistický politik, v letech 1953–1963 předseda tří československých vlád. Řadil se k centralistickému a dogmatickému křídlu slovenské politiky 50. let. Podle historičky Muriel Blaive byl etnický Maďar ze Slovenska, což ale žádný slovenský zdroj nepotvrdil.

## Počátek kariéry za první republiky
Viliam Široký byl původem železničář, již ve svých devatenácti letech vstoupil do KSČ. Brzy se stal pracovníkem aparátu strany a po nástupu Klementa Gottwalda do jejího čela velice rychle stoupal ve stranické hierarchii (již na začátku třicátých let byl členem Ústředního výboru KSČ). Již ve 30. letech se mezi slovenskými komunisty profiloval jako stoupenec centralistické orientace, zatímco skupina zejména mladých komunistických intelektuálů (davisté) jako Gustáv Husák, Laco Novomeský nebo Daniel Okáli akcentovala slovenskou svébytnost. Mnohem později, v 50. letech, se tento rozdíl v názorech na státoprávní uspořádání projevil i ve vnitrostranickém boji v KSČ.
Společně s Václavem Kopeckým patřil Široký k agentům sovětské tajné služby – byl aktivním příslušníkem NKVD, jehož úkolem bylo informovat moskevské vedení především o Gottwaldově činnosti.[zdroj?]
Těsně před válkou se stal předsedou zemského vedení KSČ na Slovensku. V parlamentních volbách v roce 1935 získal poslanecké křeslo v Národním shromáždění ČSR za KSČ. V poslanecké sněmovně zasedal až do rozpuštění komunistické strany v prosinci 1938.

## Období druhé světové války
Na podzim 1938 odešel Široký kvůli sílící hrozbě ze strany nacistického Německa do SSSR. Za války působil nejprve jako člen exilového zahraničního sekretariátu KSČ v Paříži, později v podobné funkci také v Moskvě.
V roce 1941 byl vyslán na Slovensko, kde byl brzy zatčen a odsouzen do leopoldovské věznice. V době SNP byl vězněn ve věznici v Nitře, pokus o jeho osvobození selhal (nitranská posádka zůstala věrná ľuďácké vládě a prezidentu Jozefu Tisovi, ovládala město a z jejích řad byl nacisty zorganizován pěší prapor o asi 720/730 mužích (jako součást Bojové skupiny SS Schill bojovali proti povstání). Počátkem roku 1945 se mu podařilo za pomoci Hlinkovy gardy(HG) "uprchnout" a přejít blížící se frontu k Rudé armádě.

## Vrchol politické kariéry v poválečném období
Po návratu se Viliam Široký stal jedním z nejmocnějších mužů v KSČ a blízkým spolupracovníkem Klementa Gottwalda. Již 8. dubna 1945 se stal členem prozatímního Ústředního výboru Komunistické strany Československa. IX. sjezd KSČ, X. sjezd KSČ, XI. sjezd KSČ a XII. sjezd KSČ ho v této funkci potvrdil.
V srpnu 1945 byl delegáty národních výborů zvolen za poslance Slovenské národní rady. Zasedal zde do roku 1946. Již koncem května 1945 byl jedním ze tří představitelů slovenských komunistů, kteří dorazili do Prahy na jednání s českými protějšky o poválečné organizaci celostátní KSČ. V srpnu 1945 se pak účastnil Žilinské konference KSS, kde byla zahájena formální činnost slovenské komunistické strany. Ve vystoupení před delegáty se vyslovil pro upevnění státní jednoty Čechů a Slováků, čímž se odchyloval od dosavadních tezí slovenských komunistů okolo Gustáva Husáka, kteří od Slovenského národního povstání výrazněji trvali na pravomocech slovenských orgánů. Konference zvolila Širokého předsedou KSS a tuto funkci pak zastával trvale až do roku 1953 (podle jiného zdroje až do roku 1954).
Široký a generální tajemník ÚV KSS Štefan Bašťovanský se pak stali dvěma muži, kteří rozhodovali většinu zásadních věcí souvisejících s činností KSS. Právě oni byli na IX. sjezdu KSČ v roce 1949 jako jediní dva Slováci zvoleni za členy Předsednictva celostátního ÚV KSČ.
Kromě toho v období duben 1945 – červen 1945 a znovu prosinec 1962 – září 1963 působil jako člen předsednictva ÚV KSČ, v roce 1947 zastával funkci člena politického sekretariátu ÚV KSČ, v roce 1948 člena užšího předsednictva ÚV KSČ, v období leden 1951 – červen 1954 opět člena politického sekretariátu ÚV KSČ. Od června 1954 do prosince 1962 byl členem politického byra ÚV KSČ.
Zastával významné vládní posty. Od 4. dubna 1945 byl náměstkem předsedy československé vlády a tento post držel v několika poválečných vládách až do 21. března 1953. V období 14. března 1950 – 31. ledna 1953 byl ministrem zahraničí ve vládě Antonína Zápotockého, přičemž od 21. března 1953 této vládě předsedal poté, co se Zápotocký stal prezidentem republiky (nazývána proto též vláda Antonína Zápotockého a Viliama Širokého). Následně byl předsedou dalších vlád (druhá vláda Viliama Širokého a třetí vláda Viliama Širokého) a na premiérském postu vydržel až do 20. září 1963.
V poválečném období se podílel na vypracování volebního programu KSS, který sliboval masivní industrializaci. Po roce 1948 prosazoval koncepci budování těžkého průmyslu.

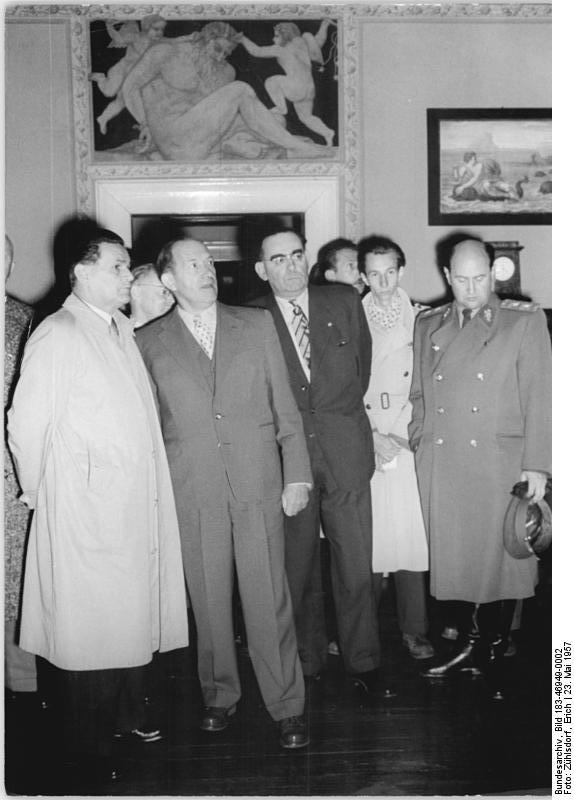
Široký (zcela vlevo, v bílém plášti) na návštěvě Východního Německa

Je považován za jednoho z hlavních strůjců bolševického teroru v Československu – likvidace demokratických oponentů KSČ na konci čtyřicátých a v první polovině padesátých let. Po roce 1948 byl také zodpovědný za série kampaní a čistek uvnitř samotné komunistické strany. Již na zasedání ÚV KSS v září 1948, kdy gradoval spor mezi Sovětským svazem a Jugoslávií, Široký varoval před nebezpečím „maloměšťáckého nacionalismu“. Tento koncept, později oficiálně nazývaný buržoazní nacionalismus, se stal v následujících letech základem pro politickou a občanskou eliminaci některých slovenských komunistů. Již koncem roku 1948 začala Státní bezpečnost sbírat materiály proti jistým představitelům KSS.
V říjnu 1949 se na poradě dohodli Viliam Široký, Ladislav Kopřiva a Karel Šváb, že bude zřízen zvláštní útvar StB zaměřený na vyhledávání nepřítele v řadách KSS. Terčem této kampaně se brzy stali Vladimír Clementis, Laco Novomeský a Gustáv Husák. Během jejich postupného vytlačování z politických funkcí ožívaly i staré rozpory, v nichž se Široký prezentoval jako stoupenec socialistického Československa, zatímco buržoazní nacionalisté byli obviňováni z upřednostňování národních otázek před otázkami sociálními a ideologickými. V dubnu 1950 Široký na zasedání předsednictva ÚV KSS otevřeně mluvil o Husákovi a Novomeském jako o buržoazních nacionalistech. Nepřímo pak jeho kritika mířila i na další politiky KSS. V květnu 1950 v projevu na IX. sjezdu KSS Široký mezi buržoazní nacionalisty zařadil i Karola Šmidkeho. Pak kampaň na několik měsíců utichla, ale od počátku roku 1951 začalo zatýkání.
Historik Jan Rychlík soudí, že postoj Širokého byl zčásti ovlivněn i strachem z toho, aby se sám nestal obětí čistek a proto úmyslně stupňoval kampaň proti stranickým oponentům a dokazoval tak zbytku vedení svou ostražitost. V následujících třech letech Široký detailně sledoval vývoj kauzy a sběr důkazů. Pronášel zásadní projevy na toto téma, v nichž posouval dál celý případ, který od původní kritiky nízké stranické uvědomělosti obviněných přešel až do roviny, kdy jim byla přisuzována úmyslná sabotáž, kolaborace s ľudáky a plán na restauraci kapitalismu. 6. června 1953 zaslal osobně dopis Karolu Bacílkovi a navrhoval trestní kvalifikaci pro jednotlivé obžalované. Na tomto základě pak skutečně byl formulován text obžaloby. Vše vyvrcholilo v takzvaný „proces s buržoazními nacionalisty“, konaný roku 1954. Gustáv Husák a další bývalí přední politici KSS v něm byli odsouzeni k tvrdým trestům vězení.
Jako předseda československé vlády byl odpovědný za to, že dne 1. června 1953 provedlo Československo bez souhlasu Mezinárodního měnového fondu a předchozího informování vlastní veřejnosti měnovou reformu.
V roce 1956 se osobně jako jeden z pěti československých delegátů účastnil XX. sjezdu Komunistické strany Sovětského svazu, kde byl oficiálně prezentován rozsah kultu osobnosti Stalina. Po návratu se pak politické byro ÚV KSČ projednalo zprávu o sjezdu KSSS, kterou přednesl právě Široký. Výsledkem byly některé drobné korekce režimu a jisté uvolnění poměrů. Krátce poté proběhl sjezd slovenských komunistů, kde Široký nicméně nadále potvrdil rétoriku proti buržoazním nacionalistům. Na Slovensku tak i po roce 1956 zůstala u moci skupina komunistických funkcionářů se zásadním podílem na nezákonných procesech éry stalinismu.
V roce 1960 se podílel aktivně na dojednávání a prosazování ústavních změn (Ústava Československé socialistické republiky), které znamenaly zásadní pokles role slovenských orgánů (zrušen zcela byl Sbor pověřenců).
Dlouhodobě zasedal v nejvyšších zákonodárných sborech. V letech 1945–1946 byl poslancem Prozatímního Národního shromáždění za KSČ. Po parlamentních volbách v roce 1946 se stal poslancem Ústavodárného Národního shromáždění, opět za komunisty. Ve volbách roku 1948 se stal za KSČ poslancem Národního shromáždění zvoleným ve volebním kraji Bratislava. Mandát získal i ve volbách v roce 1954 a volbách v roce 1960 (nyní již jako poslanec Národního shromáždění Československé socialistické republiky). V parlamentu setrval do voleb v roce 1964.
V roce 1955 a opětovně roku 1962 mu byl udělen Řád Klementa Gottwalda.
Jméno Viliama Širokého nesl závod v Kysuckém Novém Městě, spadající pod Závody přesného strojírenství Líšeň.

## Konec kariéry
Počátkem šedesátých let, kdy začalo docházet k postupnému uvolnění komunistické diktatury, se Široký stal nepohodlným pro stranické vedení v čele s Antonínem Novotným. V roce 1963 publikovala takzvaná Kolderova komise výsledky svého šetření ohledně zmanipulovaných soudních procesů z 50. let. V důsledku této zprávy proběhla i na Slovensku rehabilitace některých komunistických politiků odsouzených na začátku padesátých let a zároveň z funkcí odešli někteří politici s podílem na těchto procesech (Karol Bacílek, Pavol David). Široký prozatím ve funkcích zůstával. V květnu 1963 se konal sjezd Svazu slovenských novinářů, kde zazněla jasná slova omluvy neprávem stíhaným komunistům a v referátu, který přednesl Mieroslav Hysko, byl jasně připomenut podíl Širokého na stupňování kampaně proti takzvaným buržoazním nacionalistům. Hyskův referát otiskla 3. června 1963 i Pravda, oficiální deník slovenské komunistické strany. Historik Jan Rychlík uvádí, že prezident a první tajemník ÚV KSČ Antonín Novotný reagoval na otištění tohoto článku podrážděně, ale nikoliv kvůli samotné osobě Viliama Širokého, na jehož politickém postavení prý již v této době neměl zájem a jehož odvolání z postu předsedy vlády již bylo hotovou věcí. Dočasně se ho ale ještě navenek zastal.
19. září 1963 byl předseda vlády Široký nucen podat demisi a o den později ztratil také členství v předsednictvu ÚV KSČ. Po odchodu z vládních a stranických postů byl poslán do penze. O pět let později, v době rozbíhajícího se pražského jara, přerušil ÚV KSČ na přelomu května a června 1968 Širokému dokonce i členství ve straně. Členství v KSČ mu bylo navráceno až těsně před smrtí v roce 1971 jeho „velkorysým“ triumfujícím soupeřem Husákem.